# Skriiik ... och skriiik ... igen!
Skriiik ... och skriiik ... igen! (engelska: Scream And Scream Again) är en brittisk skräckfilm från 1970 i regi av Gordon Hessler, med Christopher Lee och Vincent Price i huvudrollerna.

## Handling
En seriemördare är lös i London och polisen följer honom till ett hus som ägs av en excentrisk forskare.

## Rollista i urval
- Vincent Price - Dr. Browning
- Christopher Lee - Fremont
- Peter Cushing - Major Heinrich Benedek
- Judy Huxtable - Sylvia
- Alfred Marks - kriminalkommissarie Bellaver
- Michael Gothard - Keith
- Anthony Newlands - Ludwig
- Peter Sallis - Schweitz
- Uta Levka - Jane
- Christopher Matthews - Dr. David Sorel
- Judy Bloom - Helen Bradford
- Clifford Earl - Jimmy Joyce
- Kenneth Benda - professor Kingsmill
- Marshall Jones - Konratz
- Yutte Stensgaard - Erika
- Julian Holloway - konstapel Griffin
- Nigel Lambert - Ken Sparten